# Istanbul International Music Festival
Het Istanbul International Music Festival (Turks: İstanbul Uluslararasi Müzik Festivali), voorheen Istanbul Festival, is een cultureel evenement die georganiseerd wordt in de maanden juni en juli in Istanboel, Turkije. Het biedt een selectie aan van Europese klassieke muziek, ballet en opera met de deelname van beroemde artiesten en kunstenaars uit de hele wereld. Het festival werd voor het eerst gehouden in 1973 en wordt georganiseerd door de Istanbul Foundation of Culture and Arts. De belangrijkste sponsor van het festival is de Eczacıbaşı Holding.